# 1936年ベルリンオリンピックの陸上競技・男子マラソン
1936年ベルリンオリンピックの陸上競技・男子マラソン（1936ねんロサンゼルスオリンピックのりくじょうきょうぎ だんしマラソン）は、1936年8月9日に行われた。27の国から56人の選手が出場した。各国の選手は最大3人に設定されていた。日本代表として出場した朝鮮人選手孫基禎が優勝した。孫は表彰式での国歌斉唱を拒否した。孫はオリンピック金メダルを獲得した最初の朝鮮人選手となったが、オリンピックのマラソンにおける日本の初優勝となっている。

## 朝鮮のアスリート

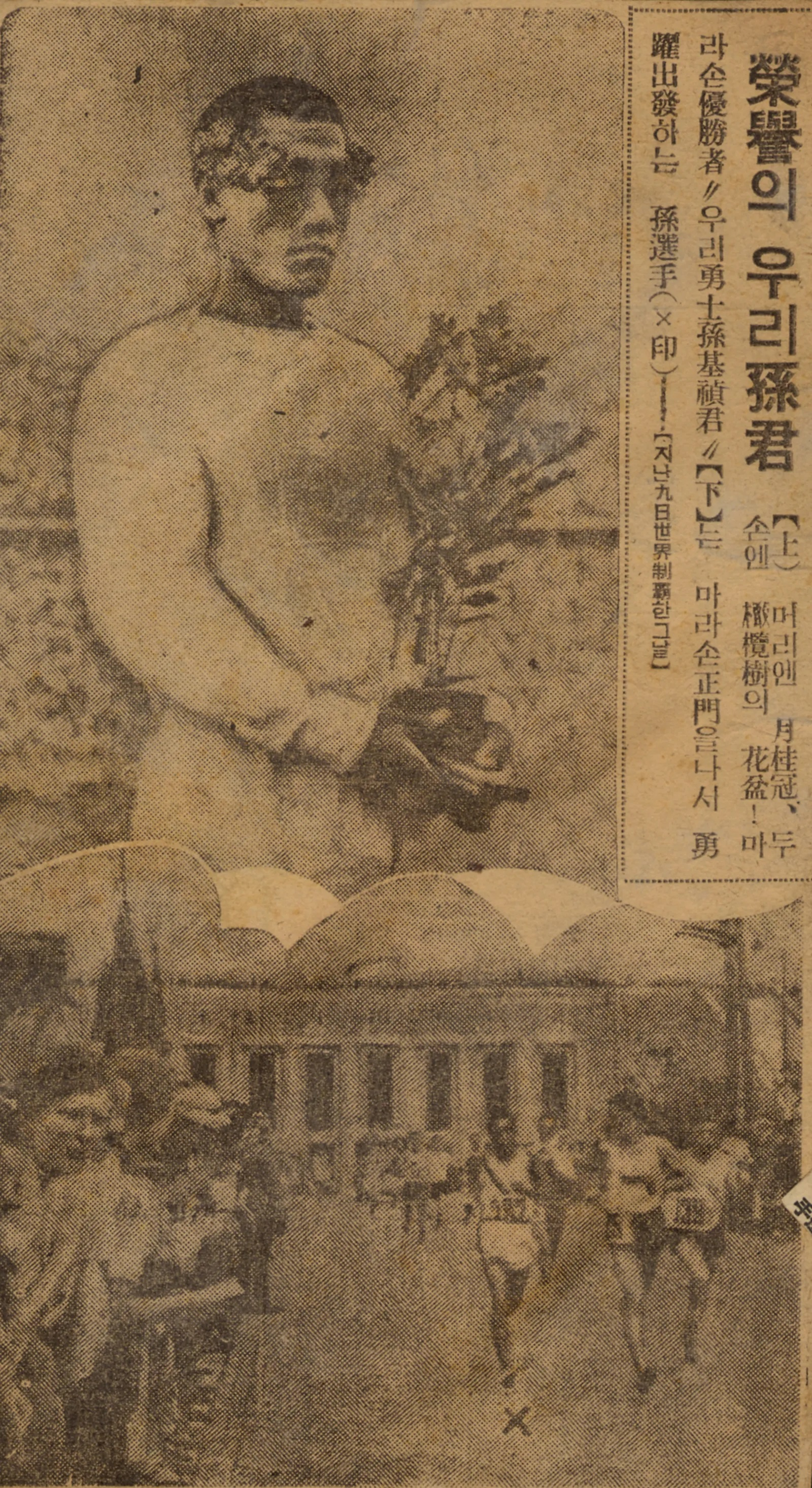
孫の日章旗を抹消した東亜日報の写真

大会当時、朝鮮は日本に併合されていたため、朝鮮の選手（孫基禎と南昇竜）は日本選手団の一員として日本式の漢字の読み方による名前（孫は「そん・きてい」、南は「なん・しょうりゅう」）を使用して出場した。孫と南の韓国名は、それぞれソン・ギジョンとナム・スンニョンである。孫は勝利後、表彰式で頭を下げ、独立した朝鮮ではなく占領国である日本のために戦うのは恥ずかしいと述べた。朝鮮の新聞『東亜日報』は、レースから約2週間後の8月25日の夕刊に掲載した表彰式の写真で孫のユニフォームにある日の丸を消したため、多くの社員が逮捕された後、朝鮮総督府により発行停止処分（8月29日から翌年6月まで）を受けた。

## レース前の状況
オリンピックでマラソンが行われるのは10回目である。1932年の前大会も出場した選手には、前大会優勝者のアルゼンチンのフアン・カルロス・サバラや10位のデンマークのAnders Hartington Andersenがいた。孫基禎は1935年に世界記録を破り、1933年から出場した12個のマラソン大会のうち9個で優勝し、他3個でも3位以内に入っていた。
ブルガリア、中華民国、ペルー、ポーランド、スイスがオリンピックのマラソンに初出場した。アメリカ合衆国は10回目の出場となり、ここまで行われたオリンピックのマラソンに全て出場した唯一の国となった。

## 大会時の記録
ウェブサイト「World Marathon Ranking」による。
- 世界記録 - 孫基禎、2時間26分42秒、東京、1935年11月3日
- オリンピック記録 - フアン・カルロス・サバラ、2時間31分36秒、ロサンゼルス、1932年8月7日

孫基禎は本大会で2時間29分19秒2というタイムを出し、オリンピック記録を更新している。

## コース

マラソン（赤）と50km競歩（青）のコース

コースはメイン会場であるベルリン・オリンピアシュタディオンを発着点とする往復ルートで、ハーフェル川の途中にある湖畔を経由した後、自動車レース用サーキットであるアヴスに入り、その中に折り返し点が設けられた。日本選手団関係者は事前の視察で、アップダウンが多く、アヴスでは遮る樹木もない環境の難コースという判断を下していた。

## レース経過
8月9日の15:02にオリンピアシュタディオンをスタートし、序盤はオリンピック連覇を狙うサバラが先頭に立った。12 km 地点では2位以下に1分あまりの差を付けていた。この時点で孫は4位だった。15 km を過ぎて前に行こうとした孫に、併走していたイギリスのアーネスト・ハーパーは「スロー、スロー」とペースを抑えるように手振りも交えて繰り返し話しかけ、当初は警戒した孫もしばらくそれに応じた。18 km 地点ではサバラと2位のマヌエル・ディアス（ポルトガル）の差は2分2秒と広がり、4位の孫は「これではいけない」と判断してピッチを上げ、ハーパーもしばらくしてそれに追随した。折り返し点（21 km）では孫とハーパーは2位に上がり、トップのサバラとは1分10秒差となった。25 km 地点でもサバラと孫の差は1分32秒あったが、サバラはスピードが落ち、28 km 地点で差は33秒に縮まる。アヴスを抜ける29 km 地点でついに孫はサバラを抜いて先頭に出た。サバラは32 km 地点で4位に落ちた直後に立ち止まり、そのまま途中棄権となった。31 km 地点で10位、32 km 地点では7位だった南は、32 km からのヴィルヘルム坂でスパートをかけて4人を抜き、37 km 地点までに3位に上がった。先頭の孫はハーパーも大きく引き離し、そのままオリンピック記録となる2時間29分19秒2で優勝、以下ハーパー、南の順となった。暑さのために途中棄権者が相次ぎ、出走56人中14人がゴールできなかった。

## 結果
| 順位 | 選手                       | 国               | タイム    | 備考 |
| ---- | -------------------------- | ---------------- | --------- | ---- |
| 1    | 孫基禎                     | 日本             | 2:29:19.2 | OR   |
| 2    | アーネスト・ハーパー       | イギリス         | 2:31:23.2 |      |
| 3    | 南昇竜                     | 日本             | 2:31:42.0 |      |
| 4    | エルッキ・タミラ           | フィンランド     | 2:32:45.0 |      |
| 5    | ヴァイノ・ムイノネン       | フィンランド     | 2:33:46.0 |      |
| 6    | ヨハンネス・コールマン     | 南アフリカ       | 2:36:17.0 |      |
| 7    | ドナルド・ロバートソン     | イギリス         | 2:37:06.2 |      |
| 8    | ジャッキー・ギブソン       | 南アフリカ       | 2:38:04.0 |      |
| 9    | マウノ・タルキアイネン     | フィンランド     | 2:39:33.0 |      |
| 10   | Thore Enochsson            | スウェーデン     | 2:43:12.0 |      |
| 11   | Stylianos Kyriakides       | ギリシャ         | 2:43:20.0 |      |
| 12   | ヌーバ・カリド             | フランス         | 2:45:34.0 |      |
| 13   | ヘンリー・パルメ           | スウェーデン     | 2:46:08.4 |      |
| 14   | Franz Tuschek              | オーストリア     | 2:46:29.0 |      |
| 15   | ジミー・バートレット       | カナダ           | 2:48:21.4 |      |
| 16   | エミール・デュバル         | フランス         | 2:48:39.8 |      |
| 17   | マヌエル・ディアス         | ポルトガル       | 2:49:00.0 |      |
| 18   | ジョニー・ケリー           | アメリカ合衆国   | 2:49:32.4 |      |
| 19   | Miloslav Luňák             | チェコスロバキア | 2:50:26.0 |      |
| 20   | Felix Meskens              | ベルギー         | 2:51:19.0 |      |
| 21   | Ján Takáč                  | チェコスロバキア | 2:51:20.0 |      |
| 22   | Rudolf Wöber               | オーストリア     | 2:51:28.0 |      |
| 23   | Ludovic Gall               | ルーマニア       | 2:55:02.0 |      |
| 24   | Robert Nevens              | ベルギー         | 2:55:51.0 |      |
| 25   | Anders Hartington Andersen | デンマーク       | 2:56:31.0 |      |
| 26   | ガブリエル・メンドーサ     | ペルー           | 2:57:17.8 |      |
| 27   | トミー・ラランデ           | 南アフリカ       | 2:57:20.0 |      |
| 28   | Artūrs Motmillers          | ラトビア         | 2:58:02.0 |      |
| 29   | エドゥアルド・ブラセッケ   | ドイツ           | 2:59:33.4 |      |
| 30   | パーシー・ワイアー         | カナダ           | 3:00:11.0 |      |
| 31   | Fernand Le Heurteur        | フランス         | 3:01:11.0 |      |
| 32   | Wilhelm Rothmayer          | オーストリア     | 3:02:32.0 |      |
| 33   | Bronisław Gancarz          | ポーランド       | 3:03:11.0 |      |
| 34   | Max Beer                   | スイス           | 3:06:26.0 |      |
| 35   | Guillermo Suárez           | ペルー           | 3:08:18.0 |      |
| 36   | Boris Kharalampiev         | ブルガリア       | 3:08:53.8 |      |
| 37   | Arul Swami                 | インド           | 3:10:44.0 |      |
| 38   | Josef Šulc                 | チェコスロバキア | 3:11:47.4 |      |
| 39   | Franz Eha                  | スイス           | 3:18:17.0 |      |
| 40   | 王正林                     | 中華民国         | 3:25:36.4 |      |
| 41   | Stane Šporn                | ユーゴスラビア   | 3:30:47.0 |      |
| 42   | José Farías                | ペルー           | 3:33:24.0 |      |
| —    | Juan Acosta                | チリ             | DNF       |      |
| —    | Franz Barsicke             | ドイツ           | DNF       |      |
| —    | エリソン・ブラウン         | アメリカ合衆国   | DNF       |      |
| —    | Giannino Bulzone           | イタリア         | DNF       |      |
| —    | Paul de Bruyn              | ドイツ           | DNF       |      |
| —    | Kazimierz Fiałka           | ポーランド       | DNF       |      |
| —    | Aurelio Genghini           | イタリア         | DNF       |      |
| —    | ビリー・マクマホン         | アメリカ合衆国   | DNF       |      |
| —    | Jaime Mendes               | ポルトガル       | DNF       |      |
| —    | バート・ノリス             | イギリス         | DNF       |      |
| —    | Luis Oliva                 | アルゼンチン     | DNF       |      |
| —    | 塩飽玉男                   | 日本             | DNF       |      |
| —    | ハロルド・ウェブスター     | カナダ           | DNF       |      |
| —    | フアン・カルロス・サバラ   | アルゼンチン     | DNF       |      |
| —    | Vincent Callard            | カナダ           | DNS       |      |
| —    | Jean Chapelle              | ベルギー         | DNS       |      |
| —    | Ernst Hirt                 | スイス           | DNS       |      |
| —    | Jorge Perry                | コロンビア       | DNS       |      |